# Love After Death
Love After Death è il terzo album in studio del gruppo musicale statunitense Bang Tango, pubblicato nel 1994 dalla Music for Nations.

## Tracce
1. New Generation (Bang Tango, Knight, Lesté) 4:04
2. My Favourite 9 (Bang Tango, Knight, Lesté) 3:37
3. Feelin' Nothin' (Bang Tango, Knight, Lesté) 5:02
4. Don't Count Me Out (Bang Tango, Knight, Lesté) 3:46
5. Live on the Moon (Bang Tango, Knight, Lesté) 6:16
6. Crazy (Bang Tango, Knight, Lesté) 5:13
7. The Hell I Gave (Bang Tango, Knight, Lesté) 4:25
8. Conversation (Bang Tango, Knight, Lesté) 5:37
9. So Obsessed (Bang Tango, Knight, Lesté) 3:51
10. Gonna Make You Feel Like (Bang Tango, Knight, Lesté) 6:53
11. A Thousand Goodbyes (Bang Tango, Knight, Lesté) 4:47

## Formazione
- Joe Lestè - voce
- Mark Knight - chitarra
- Kyle Stevens - chitarra, cori
- Kyle Kyle - basso, cori
- Tigg Ketler - batteria, percussioni

### Altri musicisti
- Nicky Hopkins - piano
- Denise Frasier - percussioni